# Breña Baja
Breña Baja è un comune spagnolo di 3 621 abitanti situato nella comunità autonoma delle Canarie. Si trova nell'isola di La Palma.